# Бетонообробна машина
Бетонообробна машина — машина для розрівнювання, ущільнення і пригладжування бетонної суміші, яка укладається на дорожній основі; використовується разом з бетонорозподільником. Бетонообробна машина — це самохідний візок, обладнаний бензиновим двигуном і чотирма робочими органами:
- вібробрусом,
- трамбувальною дошкою,
- рівняльним брусом
- гладильною стрічкою.

Вібробрус і трамбувальна дошка ущільнюють бетонну суміш; рівняльний брус забирає її лишок і рівняє поверхню бетонного полотна дороги, а гладильна стрічка завершує обробку його поверхні.